# Изошур (Глазовский район)
 Изошур  — деревня в Глазовском районе Удмуртии в составе  сельского поселения Понинское.

## География
Находится на расстоянии примерно 13 км на северо-восток по прямой от центра района города Глазов. 

## История
Упоминается с 1795 года. В 1811 году в деревне проживала 21 семья. В 1873 года здесь (деревня Нижне-Симпаловская или Монастырь) было дворов 21 и жителей 264, в 1905 54 и 466, в 1924 58 и 399 (почти все удмурты). С 1932 года Монастырка, с 1939 Изошур. Название «Монастырь» появилось по местной часовне (после революции перевезена в Коршевихино для местного сельсовета). Работал  колхоз им. Буденного.

## Население
Постоянное население  составляло 56 человек (удмурты 100%) в 2002 году, 33 в 2012.